# 5 Pułk Kirasjerów (Cesarstwo Niemieckie)
5 pułk kirasjerów im. Księcia Wirtembergii Fryderyka (Zachodniopruski) (niem. Kürassier-Regiment „Herzog Friedrich Eugen von Württemberg“ (Westpreußisches) Nr. 5)  – pułk kawalerii niemieckiej okresu Cesarstwa Niemieckiego.

## Charakterystyka

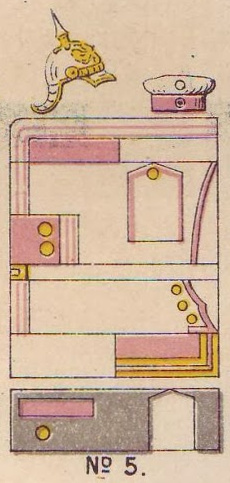
Barwy pułku

Pułk został sformowany 19 marca 1717. Stacjonował w Prabutach i Iławie . Wchodził w skład XX Korpusu Armijnego .

 Wiosną 1914 był w strukturze 41 Brygady Kawalerii z  41 Dywizji Piechoty.

30 grudnia 1916 oddział przeorganizowano w spieszony pułk kawalerii.